# Toulouse
Toulouse ou Tolosa (em occitano: Tolosa) é a capital do departamento francês da Alta Garona e da região de Occitânia. A cidade fica nas margens do rio Garona, a 150 km do mar Mediterrâneo, a 230 km do Atlântico e a 680 km de Paris. É a quarta maior cidade da França, com 504 078 habitantes em 2021. A área metropolitana de Toulouse, com 1 490 640 habitantes em 2021, é a quarta maior região metropolitana do país, depois de Paris, Lyon e Marselha, e à frente de Lille e Bordéus.
Toulouse é o centro da indústria aeroespacial europeia, sendo que é a sede da Airbus (anteriormente EADS), do sistema de posicionamento Galileo, do sistema de satélite SPOT, da Avions de Transport Régional e do Vale Aeroespacial. Também é sede da sede europeia da Intel e do Centro Espacial Toulouse (CST) do CNES, o maior centro espacial da Europa. Os satélites Thales Alenia Space e Astrium também têm uma presença significativa na cidade. A Universidade de Toulouse é uma das mais antigas da Europa (fundada em 1229) e, com mais de 103 mil alunos, é o quarto maior campus universitário da França, depois das universidades de Paris, Lyon e Lille. A rota aérea entre Toulouse-Blagnac e Paris-Orly é a mais movimentada da Europa, transportando 2,4 milhões de passageiros em 2014. De acordo com as classificações das revistas L'Express e Challenges, Toulouse é a cidade francesa mais dinâmica.
A cidade foi a capital do Reino Visigótico no século V e a capital da província do Languedoc no final da Idade Média e no início do período moderno (as províncias foram abolidas durante a Revolução Francesa), tornando-se a capital não oficial da região cultural de Occitânia (sul da França). É agora a capital da região Occitânia, a maior região da França Metropolitana.
Uma cidade com arquitetura única feita de tijolos rosados de terracota, que lhe valeu o apelido de Ville Rose ("a Cidade Rosa"), Toulouse conta com dois Patrimônios Mundiais da UNESCO, o Canal do Midi (designado em 1996 e compartilhado com outras cidades) e a Basílica de St. Sernin, o maior edifício românico da Europa, designado em 1998, devido à sua importância para a rota de peregrinação de Santiago de Compostela.

## História

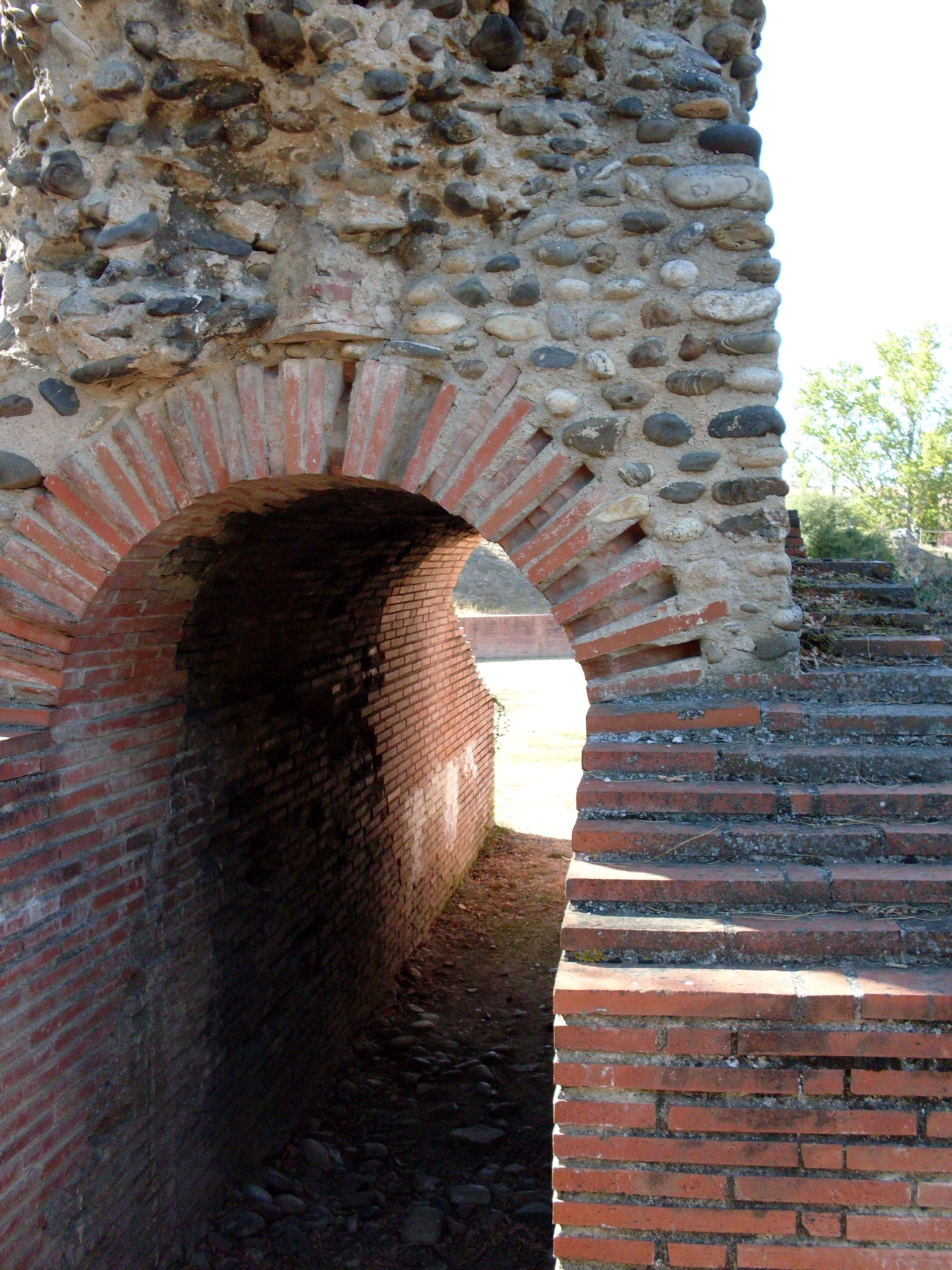
Vomitório do anfiteatro romano de Toulouse.

O vale de Garona era um ponto central para o comércio entre os Pirenéus, o Mediterrâneo e o Atlântico desde pelo menos a Idade do Ferro. O nome histórico da cidade, Tolosa (em grego: Τώλοσσα) e de seus habitantes, os tolosates, cujo registro mais antigo é do século II a.C.), é de significado ou origem desconhecida, possivelmente do aquitano ou do ibérico, mas também foi conectado ao nome dos volcas tectósagos gauleses.
Toulouse entra no período histórico no século II a.C., quando se tornou um posto avançado militar dos romanos. Após a conquista da Gália, foi desenvolvida como uma cidade romana cujo nome era Gallia Narbonensis. No século V, Toulousa caiu sob o domínio do Reino Visigótico e tornou-se uma das suas principais cidades. No início do século VI, mesmo servindo como a capital dos visigodos, caiu diante dos francos, liderados por Clóvis, em 507, durante a Batalha de Vouillé. Desta vez, Toulouse se tornaria a capital da Aquitânia, dentro do Reino Franco.
Durante a era carolíngia, a cidade subiu de estatuto, tornando-se a capital do Condado de Toulouse. No século XII, os cônsules assumiram o funcionamento da cidade e estes provaram ser anos difíceis. Em particular, foi um tempo de turbulência religiosa. Em Toulouse, os cátaros tentaram criar uma comunidade aqui, mas foram expulsos pelas tropas de Simon de Montfort. Em 1271, a cidade é incorporada ao Reino da França e ganha a classificação de "cidade real".
No século XIV uma série de desastres atingiu a cidade. Primeiro veio um pogrom contra a população judaica de Toulouse feitos pelos cruzados em 1320; em 1348, houve a Peste Negra e depois a Guerra dos Cem Anos. A fome e as enchentes também tiveram impacto na cidade. Apesar da forte imigração, a população perdeu 10 mil habitantes em 70 anos. Em 1405, Toulouse tinha apenas 19 mil pessoas.
A cidade não prosperou até ao século XV, quando começou a reforçar seu lugar como centro administrativo, tornando-se mais rica ao participar do comércio de vinho de Bordéus com a Inglaterra, bem como de cereais e têxteis. Um parlamento foi criado por Carlos VII e os comerciantes da cidade ficaram cada vez mais abastados. O seu bem-estar econômico baseou-se principalmente em um tingimento azul à base de plantas, conhecido como pastel, feito com a planta homônima que era exportada para toda a Europa. Esses comerciantes de pastel construíram grandes casas na cidade e, em pouco tempo, tanto a arquitetura como as artes plásticas floresceram como nunca antes.

## Geografia

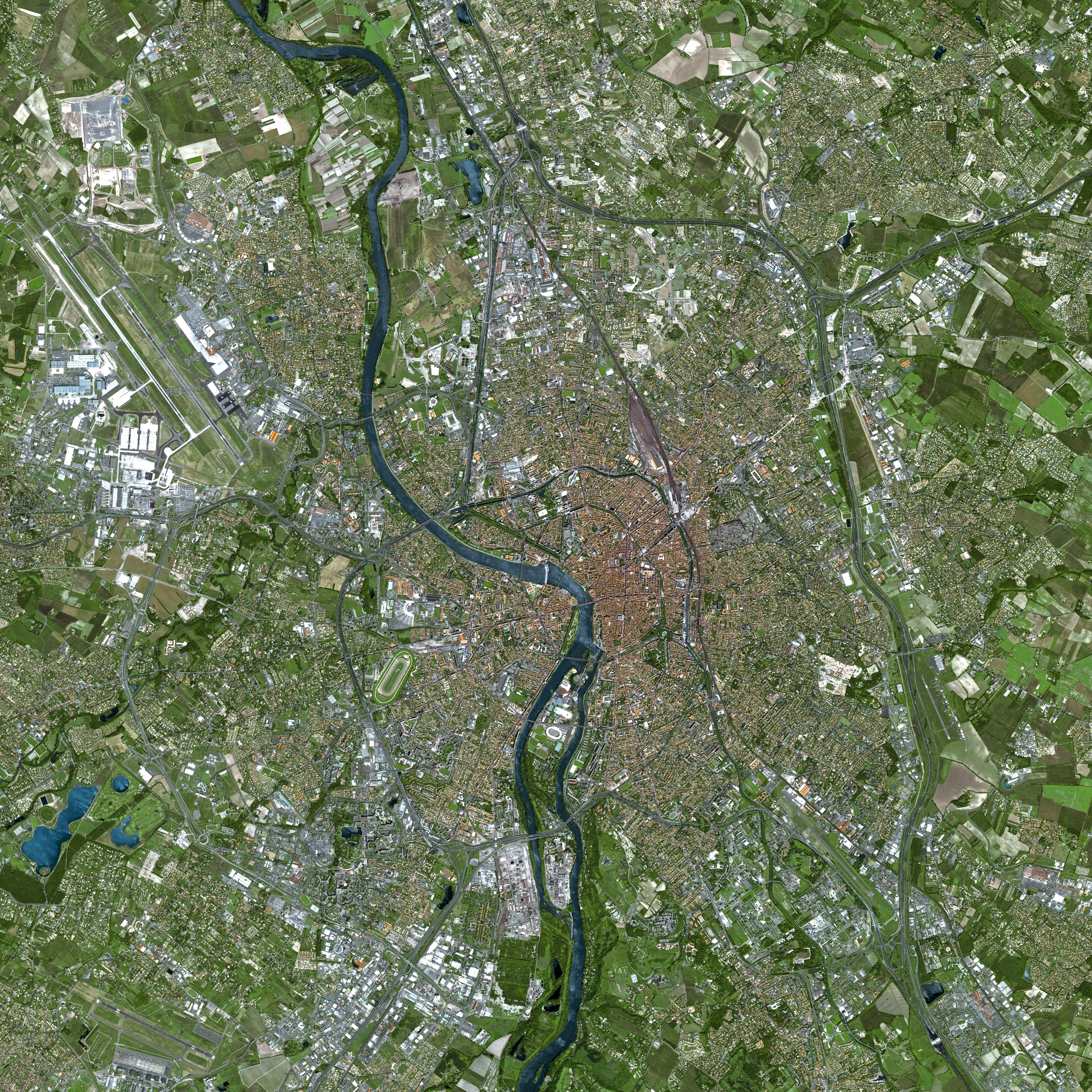
Imagem de satélite da cidade

Toulouse está no sul da França, ao norte do departamento de Alta Garona, no eixo de comunicação entre o Mar Mediterrâneo e o Oceano Atlântico. A cidade é atravessada pelo canal de Brienne, pelo canal du Midi e pelos rios Garona, Touch e Hers-Mort.[carece de fontes?]

### Clima
A cidade se beneficia, pelas influências oceânicas e mediterrânicas, de um clima temperado entre o outono e a primavera, e de um verão muito quente e seco. Os meses mais chuvosos são os de abril, maio e junho. As temperaturas máximas em agosto chegam aos 35 °C.[carece de fontes?]

## Demografia
Em 2021, Tolosa era a quarta cidade da França com 504 078 habitantes, a quarta área urbana da França com 1 490 640 habitantes (a quarta área urbana do país após Paris, Lyon e Marselha.) A comuna tem 118 km² e situa-se a 120 m acima do nível do mar. Ela é também o maior centro universitário da região, com mais de 120 000 estudantes.
A população da cidade aumenta principalmente graças a um saldo migratório muito positivo, a um posicionamento geográfico interessante (clima, montanha, mar) e a uma reputação e imagem bastante positiva (qualidade de vida, variação das formações profissionais e universitárias, posicionamento socioeconômico das indústrias e dos serviços tais a aeronáutica, o espaço e eletrônica).

## Política

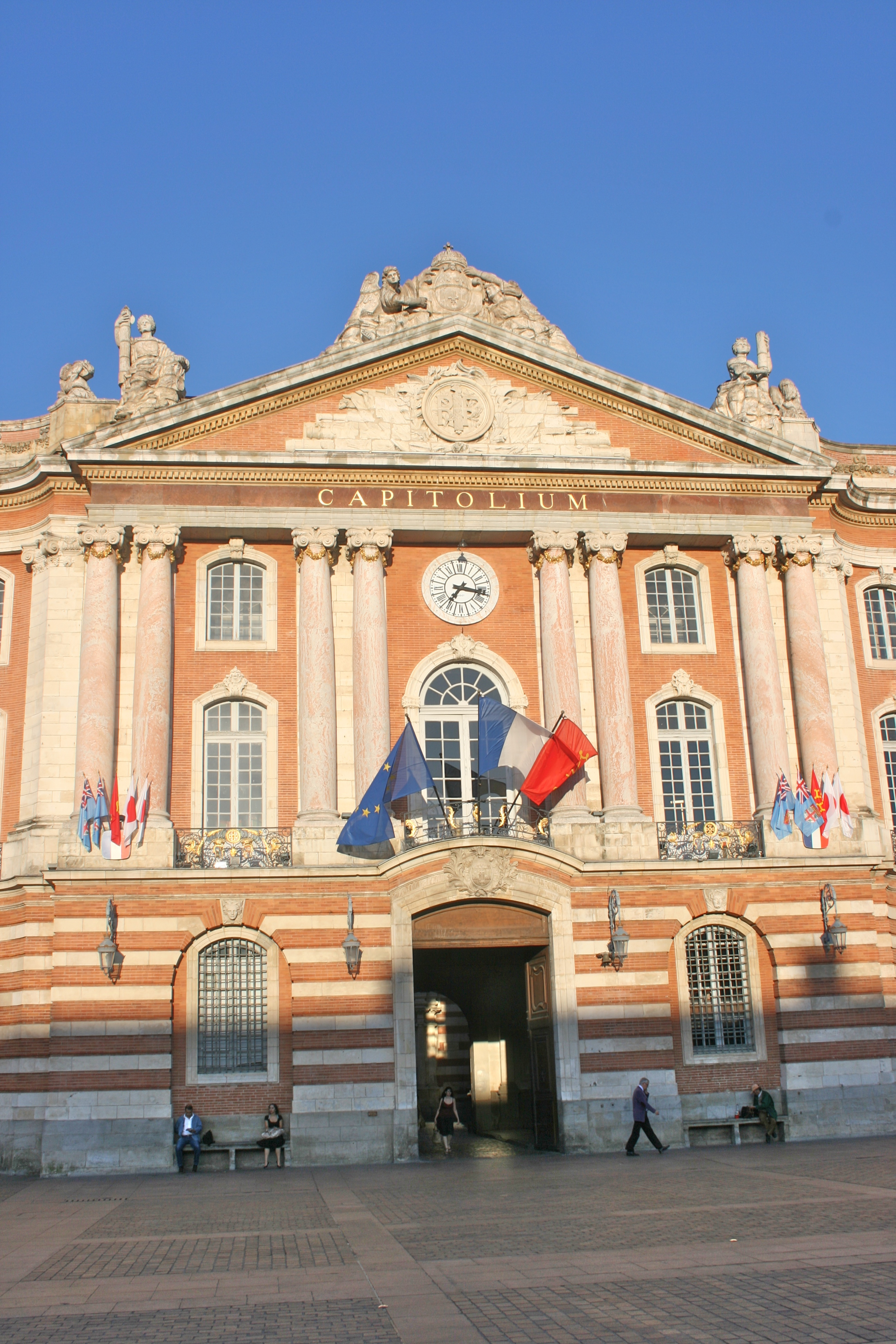
Prefeitura de Toulouse

### Relações internacionais
Cidades-irmãs
- Atlanta, Estados Unidos, desde 1975
- Bolonha, Itália, desde 1981
- Elche, Espanha, desde 1981
- Chongqing, China, desde 1981
- Kiev, Ucrânia, desde 1975
- Tel Aviv, Israel, desde 1962

Outras cooperações
- Zaragoza, Espanha
- N'Djamena, Chade
- Hanói, Vietnã
- Saint-Louis, Senegal
- Düsseldorf, Alemanha

## Economia
As principais indústrias são aeronáutica, espacial, eletrônica, tecnologia da informação e biotecnologia. Toulouse hospeda a sede da Airbus e as linhas de montagem das aeronaves A320, A330, A350 e A380. (Linhas do A320 também existem em Getafe, Espanha; Tianjin, China; e Mobile, Estados Unidos.) A Airbus tem sua sede em Blagnac, perto de Toulouse. A divisão da França da Airbus tem seu escritório principal em Toulouse. Toulouse também hospeda a sede da Avions de Transport Régional, Sigfox e Groupe Latécoère. A aeronave supersônica Concorde também foi construída em Toulouse.

## Infraestrutura

### Transporte

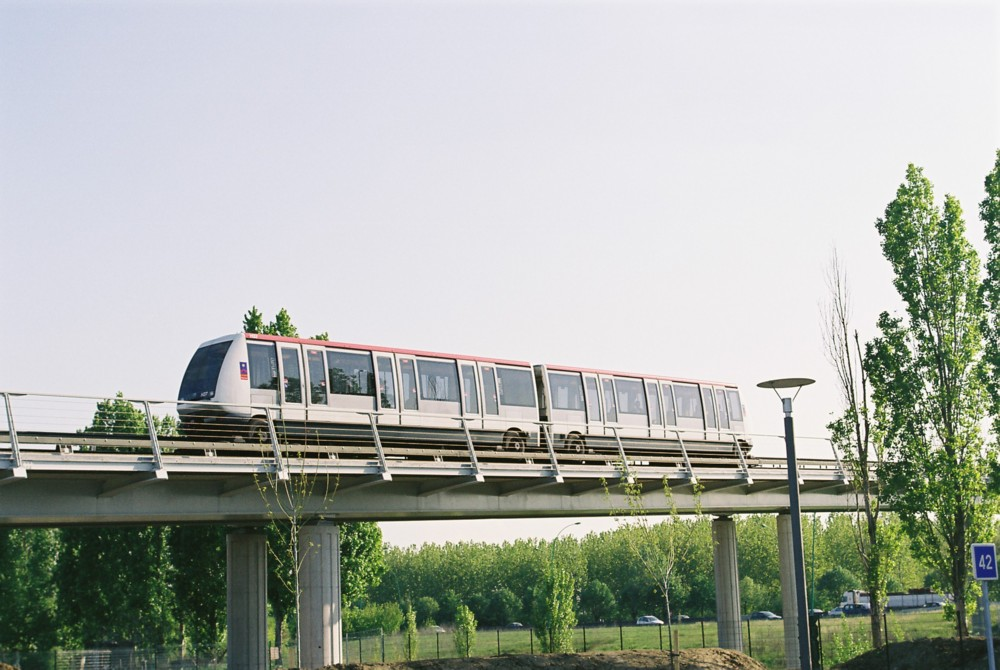
Metrô de Toulouse

O acesso aéreo à cidade de Toulouse é assegurado pelo Aeroporto de Toulouse-Blagnac e, por vezes, também pelo Aeroporto de Tarbes-Lourdes-Pirenéus.
O transporte urbano de Toulouse é gerado pela companhia Tisséo-SMTC. Ele é composto do metrô, do ônibus, do eléctrico e do "mobibus".
O metrô de Toulouse
-linha A com extensão de 12,7 km e 18 estações que liga a estação de Basso-Cambo a Balma-Gramont
-linha B com extensão de 15,7 km e 20 estações que liga Borderouge até Ramonville-Saint-Agne. 
-linha C está em construção ao longo de 27 km e 21 estações entre Colomiers e Labège cruzando Toulouse em 2028.
O eléctrico de Toulouse possui uma linha T1 que liga a estação de Arènes a Aérocontellation e que envolve cidade de Blagnac e Beauzelle.
A rede de ômnibus cobre toda a aglomeração de Toulouse e existe um serviço noturno entre 22h e 1h da manhã. O "mobibus" é um serviço de transporte sobre pedido para pessoas com mobilidade reduzida.

### Educação

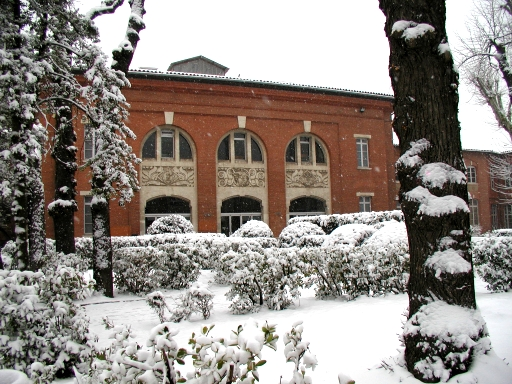
Universidade de Toulouse, estabelecida em 1229

As três universidades de Toulouse são as seguintes:
- Universidade de Toulouse I, l'Arsenal: ciências sociais, junto com o IEP, "Institut d'Études Politiques de Toulouse" (Instituto de Estudos Políticos), o direito e a economia.
- Universidade de Toulouse II, Toulouse-le-Mirail: ciências humanas, disciplinas artísticas e literárias.
- Universidade de Toulouse III, Université Paul Sabatier: medicina, farmácia e ciências duras.

Instituições de ensino superior de Toulouse:
- E-Artsup
- École Supérieure d'Agriculutr de Purpan (ESA Purpan)[22]
- École nationale de l'aviation civile
- Institut polytechnique des sciences avancées
- École Nationale Supériéure d'Architecture - ENSA
- École nationale supérieure des ingénieurs en arts chimiques et technologiques
- École nationale supérieure d'électrotechnique, d'électronique, d'informatique, d'hydraulique et des télécommunications
- École pour l'informatique et les techniques avancées
- European Institute of Technology
- Institut catholique d'arts et métiers
- Institut national polytechnique de Toulouse
- Institut supérieur de l'aéronautique et de l'espace
- Instituto superior europeu de gestão grupo
- Institut Supérieur Européen de Formation par l'Action
- Toulouse Business School

## Cultura

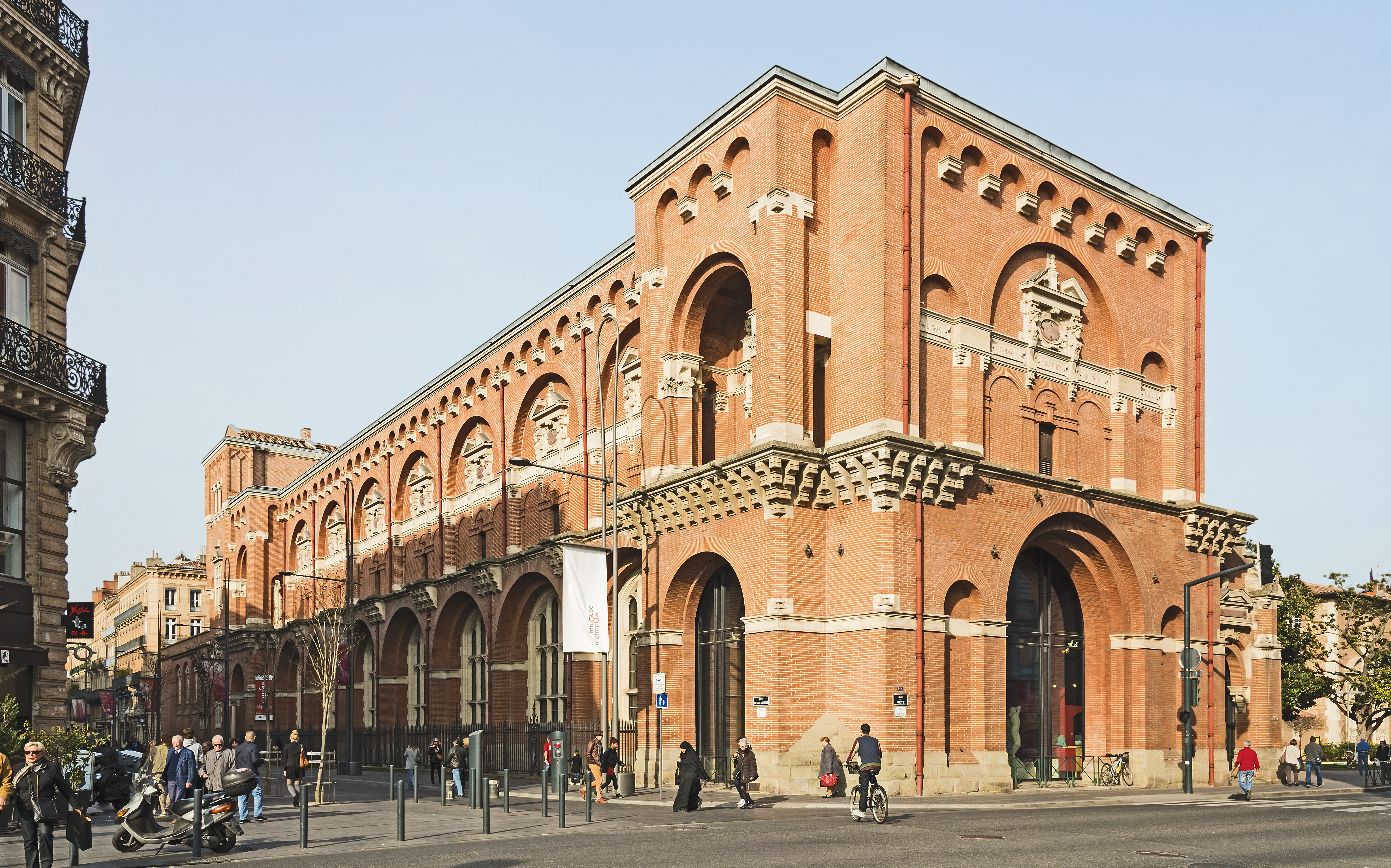
Museu dos Agostinhos

O Théâtre du Capitole é o lar da ópera e do balé; há um teatro no local desde 1736. A Orquestra Nacional do Capitólio, há muito associada a Michel Plasson, toca na Halle aux Grains.
Le Château d'Eau, uma antiga torre de água do século XIX, foi convertida como uma galeria em 1974 por Jean Dieuzaide, fotógrafa francesa de Toulouse e agora é um dos mais antigos lugares públicos dedicados à fotografia no mundo. Os museus de arte de Toulouse incluem o Museu dos Agostinhos, o Museu de São Raimundo, dedicado à Antiguidade, o Museu de Toulouse, de história natural, entre outros.

### Esportes
O desporto mais popular de Toulouse é o rugby, o Stade Toulousain é uma das principais equipas de rugby da Europa, a cidade também tem uma equipa de futebol, o Toulouse FC. O Stadium Municipal é o principal estádio da cidade, tendo sediado jogos das Copas do Mundo de 1938 e 1998 e da Copa do Mundo de Rugby de 2007.

### Museus
Toulouse hospeda a Cité de l'espace dedicada à exploração espacial, L'Envol des pionniers dedicado aos pioneiros da Aéropostale, e Aeroscopia, museu da aviação.